# Lichtensteinturm

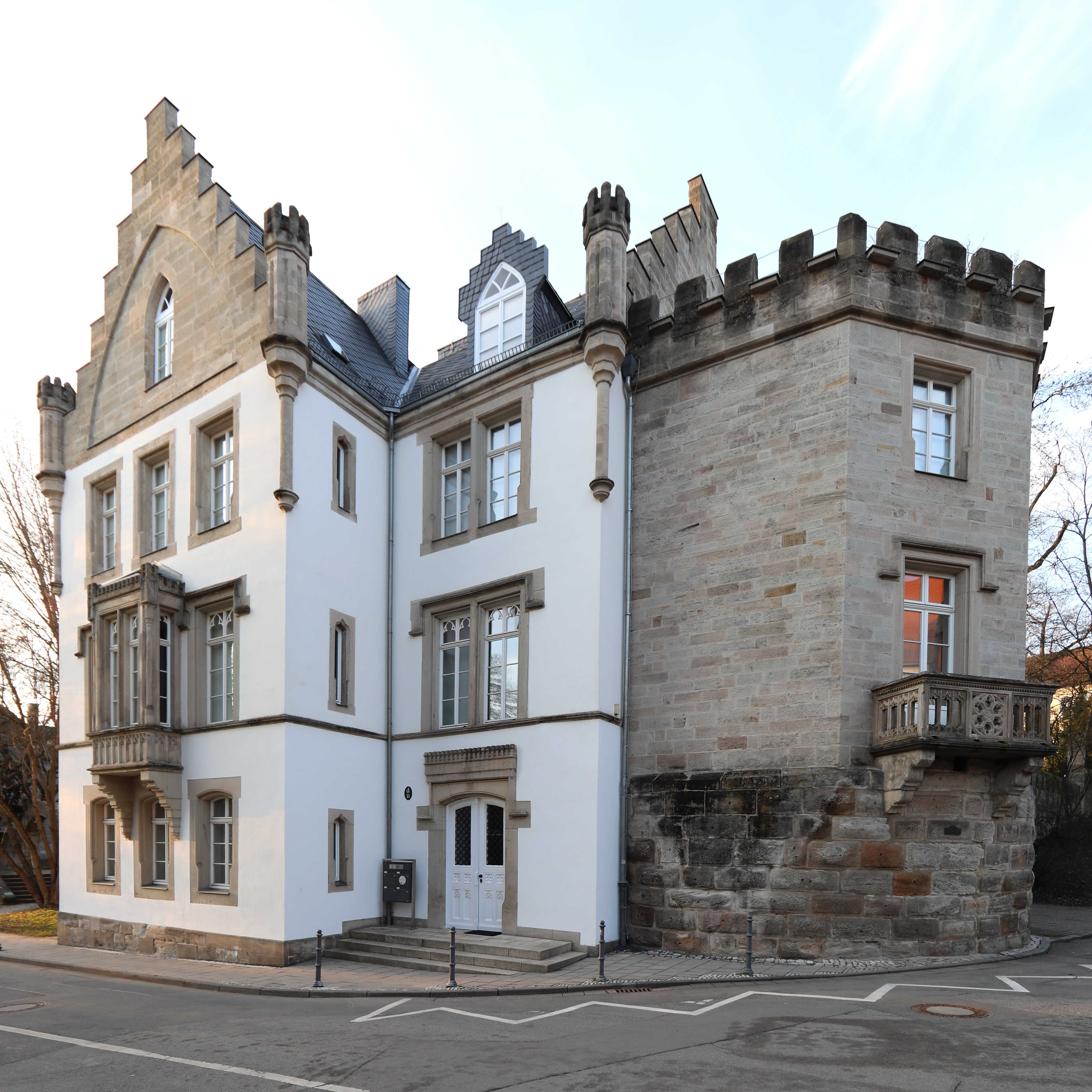
Südfassade Lichtensteinturm, Casimirstraße 11 in Coburg

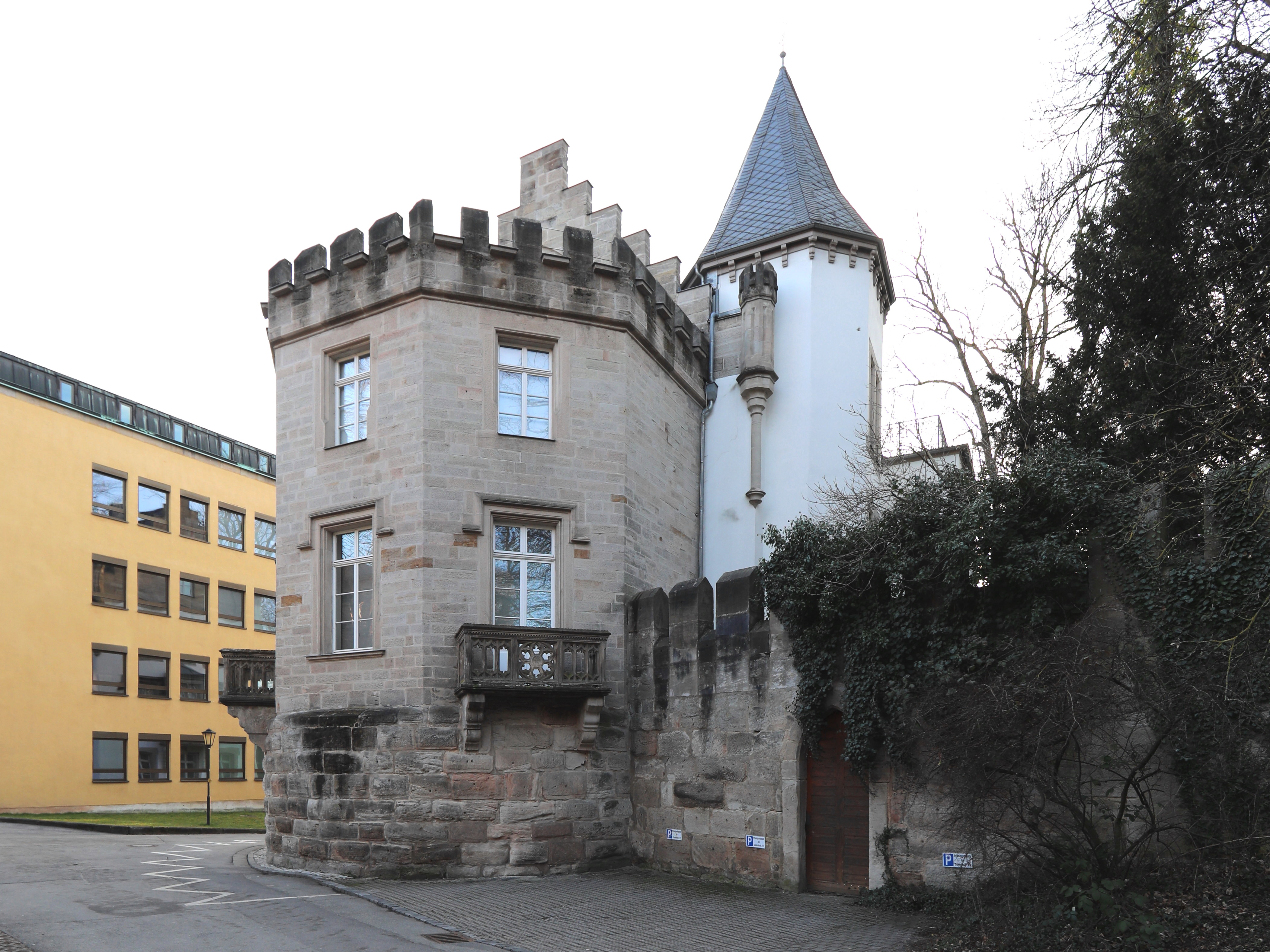
Nordfassade

Der Lichtensteinturm gehört in der oberfränkischen Stadt Coburg zu einem denkmalgeschützten, zweiflügeligen Gebäude in der Casimirstraße 11. Er besteht aus einem polygonalen Turm auf einem runden Sockel und einem dreigeschossigen Anbau. Der ehemalige Wehrturm hat einen hochmittelalterlichen Kern und war Teil der Vorstadtummauerung.

## Geschichte
Aufgrund von staufischen Buckelquadern wird der Kern des Turmes auf das frühe 13. Jahrhundert vermutet. Die ehemalige Ummauerung der Ketschenvorstadt mit dem Wehrturm in der südwestlichen Ecke folgte im ersten Drittel des 14. Jahrhunderts.
Mit der Verlegung des Stadtfriedhofs um St. Moriz an den Rand der Ketschenvorstadt nach St. Salvator Ende des 15. Jahrhunderts folgte als Turmanbau eine Totengräberwohnung, die nach der Auflassung des Friedhofes 1851 abgebrochen wurde. Der Turm hieß damals auch Totengräber- oder Gottesackerturm. Von 1597 bis zu seinem Tod 1633 wurde Ulrich von Lichtenstein, nach Anklage von Herzog Casimir des Ehebruchs, in dem Bauwerk gefangen gehalten. Der Turm hatte früher ein Kegeldach.
Im Jahr 1864 erwarb der Generalintendant Gustav Freiherr von Meyen-Hohenberg den Turm und ließ diesen noch im selben Jahr umgestalten sowie daneben ein Haus nach Plänen des Bauinspektors Hans Rothbart errichten. Kommerzienrat Otto Simon veranlasste 1898 den Einbau einer kleinen Dachgaube mit Treppengiebel an der Südseite. Nach dem Zweiten Weltkrieg wurde das Gebäude für Anwaltskanzleien und der Turm für eine Kapelle der Evangelischen Freikirche umgebaut. Der Dachstuhl des Hauses brannte 1978 ab. In der Folge wurde das Dach wieder rekonstruiert, ausgebaut und mit neuen Schleppgauben versehen.

## Beschreibung
Das neugotisch gestaltete Ensemble steht südöstlich des Marktplatzes. Es hat drei Geschosse und besteht aus zwei Gebäudeflügeln.
Der Ostflügel besitzt als Stumpf den sogenannten Lichtensteinturm. Der aus Bossenmauerwerk mit Schichthöhen von 36 bis 48 Zentimetern bestehende Turmsockel hat einen Außendurchmesser von 10,0 Metern, eine Wanddicke von 2,5 Metern und eine Höhe von rund 3 Metern. Auf dem runden Sockelgeschoss steht ein fünfseitiger, zweigeschossiger Turm aus Sandsteinquadern mit insgesamt rund 12 Meter Höhe, bekrönt von einem Zinnenkranz. Die drei Stirnseiten haben im zweiten Obergeschoss jeweils ein Fenster und im ersten Obergeschoss mittig ein Fenster und seitlich jeweils einen Balkon auf Konsolen.
Die Fassade des Westflügels ist verputzt, die Rahmungen und Erker sind aus Sandstein. Ein Treppengiebel der Ostfassade überragt den Turm. Er ist von polygonalen Türmchen flankiert. Die Südfassade an der Casimirstraße besteht auf der linken Seite aus einer dreiachsigen Giebelfront mit einem von polygonalen Türmchen flankierten Treppengiebel. Im ersten Obergeschoss befindet sich ein Konsolerker. Die rechte, zurückgesetzte Seite besteht aus dem Eingang im Erdgeschoss und jeweils einem Fensterpaar in den beiden Obergeschossen sowie einer Dachgaube mit Treppengiebel. Die Fenster im ersten Obergeschoss der beiden Gebäudeflügel verzieren gerade Verdachungen. Auf der Rückseite steht ein fünfseitiger, schlanker Treppenturm mit einem spitzen Helm.